# Жденієво
Жде́нієво (до 1971 — Жде́неве, словац. Žďeňovo/Ždeňová, угор. Szarvasháza) — селище в Україні, центр Жденіївської громади Мукачівського району Закарпатської області.

## Географія
Розташоване над річкою Жденівкою, за 26 км від залізничної станції Воловець та 15 км від траси Київ — Чоп, на висоті 542 метрів над рівнем моря, при підніжжі Вододільного хребта. У селищі Кочилівський потік впадає у річку Жденівку.

## Природа
Тут зростають цілющі карпатські трави — Зніт вузьколистий, чебрець, ісландський мох, звіробій та багато інших, з ягід — чорниця, малина, ожина, а також білий гриб, ясен звичайний, горобина звичайна, явір, бруслина європейська, жимолость пухнаста, крушина ламка, верба козяча. У трав'яному покриві трапляються калюжниця болотяна, гадючник в'язолистий, осока трясучкоподібна, чемериця біла, паслін солодко-гіркий та інші види.

## Населення

### Мова
Розподіл населення за рідною мовою за даними перепису 2001 року:
| Мова       | Кількість | Відсоток |
| ---------- | --------- | -------- |
| українська | 1116      | 98.94%   |
| російська  | 12        | 1.06%    |
| Усього     | 1128      | 100%     |

Перепис (*) або оцінка чисельності населення:
| 1989  | 2001   | 2005  | 2011  | 2012  | 2013  | 2014  | 2015  |
| ----- | ------ | ----- | ----- | ----- | ----- | ----- | ----- |
| 1393* | ▼1128* | ▼1127 | ▼1112 | ▼1109 | ▼1098 | ▼1096 | ▼1091 |

## Історія
Селище, як усе Закарпаття, було частиною Угорського королівства і більшість населення були русини. Після Першої світової війни у 1919 році Закарпаття відійшло до Чехословаччини. У 1945 році Жденієво відійшло до Радянського Союзу у складі УРСР.
Жденеве згадується у писемних джерелах XVII століття. Воно тоді належало до Чинадієвської домінії і було власністю сім'ї Бручинич. В селі мешкало кілька сімей вільних селян і 11 сімей кріпаків, які були цілком розорені. За даними перепису 1691 року, у селі було всього 2 воли і 2 корови. За народними переказами, першими мешканцями Жденевого були кріпаки-втікачі з Прикарпаття. Вони оселились спочатку на тій частині села, яка тепер носить назву Котельниця, а згодом почали заселяти долину р. Жденівки.
Після визвольної війни угорського народу 1703—1711 років село з 1728 року стало власністю австрійських магнатів Шенборнів і було підпорядковано нижньоверецькій економії. Граф Шенборн відкрив у селі лісну управу, збудував кілька кам'яних будівель, у тому числі двоповерховий будинок на зразок замку.
В селі до наших днів збереглися два кам'яні будинки, споруджені у XVIII столітті. Домінія Шенборна тримала тут свого службовця, який разом з лісовою управою доглядав за веденням лісового господарства, Використовуючи працю кріпаків і дешеву водну енергію, граф Шенборн у 1765 році збудував великий тартак в селі Збинах — за З км від Жденевого, на якому водяне колесо застосовувалось як двигун. На ньому працювали селяни Жденевого.
В кінці XVIII століття на околиці Жденевого розширюються лісорозробки. У Жденівському лісництві вироблялися дранки, дошки, крокви, лати, бочки для вина. У 1804 році в лісництві бондарі виготовили для вина 2259 бочок, а в 1818 році на тартаку було розпилено 3758 дощок, 450 лат та 470 кроков.
У 1840—1843 роках у Жденевому почав діяти невеликий лісопильний завод, а з 1889 року — велика парова лісопильня, яка виділялась технічною оснащеністю і обсягом продукції. В 1894 році тут було випущено продукції на 300 тис. форинтів, а кількість переробленої деревини досягала 25 тис. кубічних метрів. На підприємстві працювало 147 робітників. Одночасно ділянки лісу орендувалися багачами.
Жденівське деревообробне підприємство було обладнане передовою для того часу технікою. Пили та інші металеві вироби і матеріали постачали Шелестівський та Тур'є-Реметівський заводи. Машини для виробництва фанери завозилися з Австрії. У Жденівському лісництві працювали робітники з німецьких колоністів та місцевого населення. Колоністи одержували за свою роботу гроші, а селяни працювали безплатно, відбуваючи панщину. В 1835 році лісництво виплатило робітникам 1200 форинтів, у тому числі тим, хто працював на пилорамі, — 300 форинтів, і на машинах, що виробляли дранку і фанеру, — 900 форинтів.
Деревообробні підприємства приносили управлінню домінії Шенборна великі прибутки. У 1835 році тільки від Жденівського лісництва за продані дошки, лати, дранку і дрова було одержано 11 тис. форинтів 20 крейцерів та за фанеру 12 тис. форинтів. Управителі по-хижацькому винищували ліс і сплавляли його в Європу та використовували в соляній, галуновій, поташній, горілчаній промисловостях. Звичайно, такі методи експлуатації лісних багатств диктувалися відсталими феодально-кріпосницькими відносинами, що панували на Закарпатті до середини XIX століття, коли було скасовано кріпацтво.
Становище робітників лісної управи Жденевого було тяжким. Вони працювали по 12-14 годин на добу. Відсутність будь-якого законодавства, що гарантувало б їх права, давало можливість власникам тартака жорстоко експлуатувати і чинити сваволю та насильство над робітниками. Робітники та селяни, які працювали в Жденівському лісництві, скаржилися в 1835 році, що їх примушують виконувати найтяжчі роботи, під час яких трапляється багато нещасних випадків. «Ми виносимо,- писали вони, — до тартака дерево до 6 сажнів довжини і 36 цолів товщиною. Під час цього з нас 60 чоловік залишилися на місці мертвими, багато залишилися пошкодженими, а 20 зовсім каліками». В іншій скарзі зазначено про те, що під час будівництва одного моста загинуло 14 чоловік і стали каліками 16.
Коли у 1848—1849 років в Угорщині відбулася революція й було скасовано панщину, населення Жденевого, розповідає народний переказ, розкладало на горах великі вогнища і спалювало та закопувало панське знаряддя, яким працювали за панщини.
Церква святого Миколи Чудотворця (1918)
За переказом, назва села походить від імені першого поселенця Жденька. У 1692 році згадують стару дерев'яну церкву і філії в Збинах та Щербовці.
У 1733 році в селі стояла дерев'яна церква святого Миколи з одним дзвоном. У 1881 році знову йдеться про дерев'яну церкву.
Як розповідає Михайло Іванович Тидір (нар. 1918), теперішню муровану базилічну церкву збудували з 1904 по 1918 р. на церковній землі, що називалася «Гробище». Спорудженням займалися майстри-італійці, а найактивнішими помічниками з місцевих людей були І. Русин, І. Тидір, П. Попелич та інші. Гроші на будівництво збирали всі селяни, окремий внесок зробили працівники лісового господарства. Найбільше пожертвували заможні родини Попеличів, Богутів, Кубашів, Русинів, Андрій та Степан Арендацькі. Кураторами в той час були М. Попелич та Ф. Яртим, а першим священиком у новозбудованій церкві став угорець о. А. Шимшон. Після нього служили о. І. Ревтій, о. М. Фельбаба, о. С. Григорович, о. Іваницький. Іконостас зробив І. Русин, а ікони малювали в Будапешті.
Дзвіницею служить вежа церкви. Найбільший дзвін подарували Арендацький і Панасович. До купівлі дзвонів був причетний також Янош Генцьо.
Церкву кілька разів ремонтували, останній ремонт відбувся у 1982 році за священика Іваницького та кураторів М. Щербея та В. Богута. На території, де споруджено цех заводу «Електрон», давніше стояла каплиця.

## Легенди про походження Жденієва

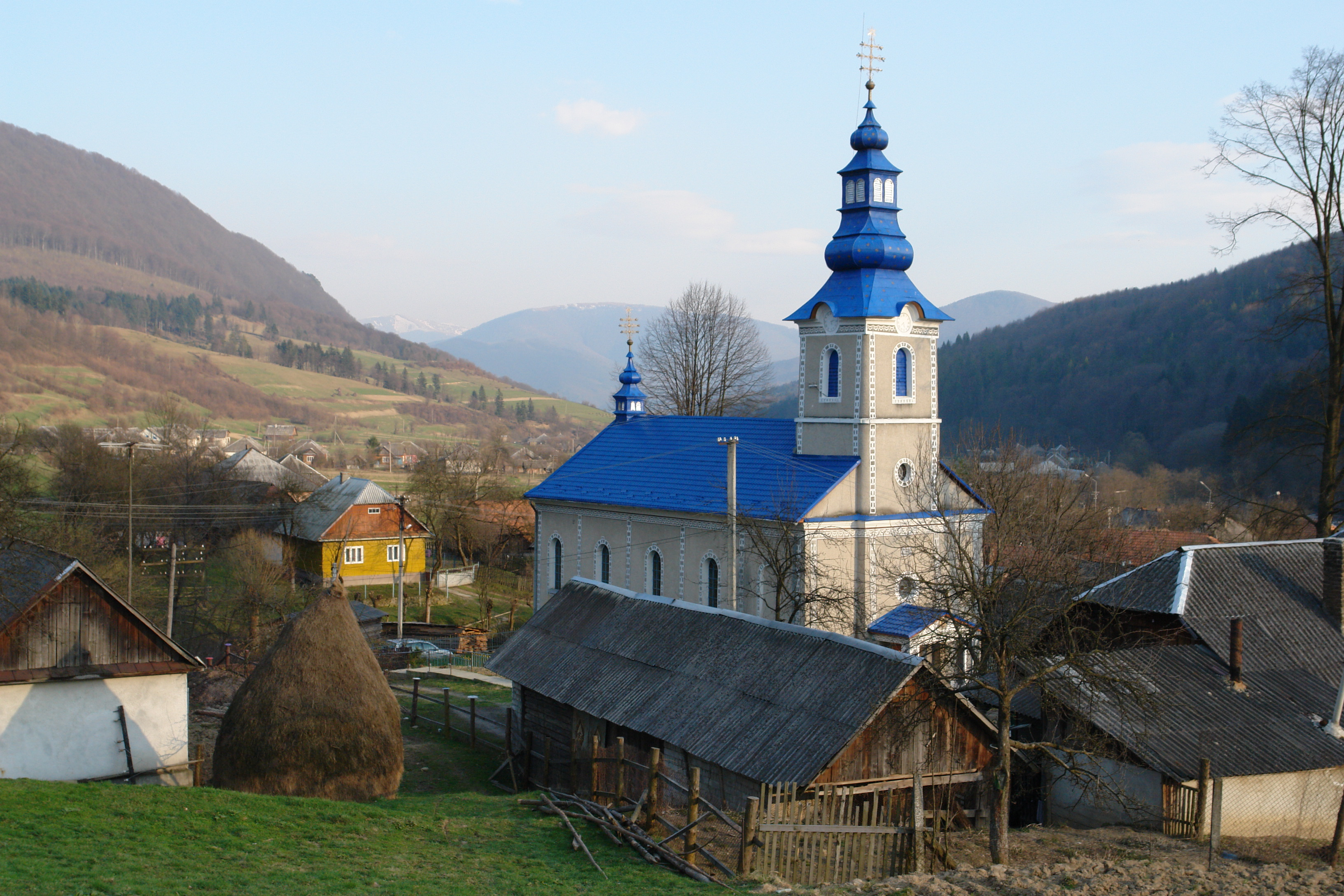
Церква у селищі Жденієво

### Легенда перша
В долині невеликої гірської річечки, під прикриттям густого лісу тулилося декілька невеличких хатинок. Щоденні клопоти, важка праця. Щоб здобути хліба насущного, об'єднувались мешканці. Всяку роботу, радість чи горе вони ділили між собою. В клопотах і турботах непомітно плинули роки.
І ось уже в одній з хатинок непомітно зросла дівчинка на ім'я Єва. Була вона станом, як смерека, а на вроду — мов вранішня зоря. У кожного, хто її зустрічав солодко завмирало серце.
Але одне серце ця диво-краса змушувала битись шалено-шалено. І тоді паленіли щоки, туманився гордий орлиний погляд. Здавалося, все навколо щезало і тільки двоє, юнак та дівчина, були єдині в цілому світі. Вони розуміли одне одного з погляду, жесту, подиху.
Раділи батьки, що вийде гарна пара і готувались до весілля. Але неочікувана звістка зненацька обірвала щастя: на край напав страшний лютий ворог. Всі, хто був здатен тримати зброю, пішли у бій.
Почали збиратись у далеку дорогу і чоловіки з невеличкого села. На узбіччі, біля могутнього розлогого дуба стояли, обійнявшись, юнак і дівчина. Що слова? Вони розуміли одне одного без слів. Мовчки клялись любити до загину. Хлопець, вийнявши гострого ножа, вирізав на стовбурі слова «Жди ня, Єво».
Минав час, дерево на узбіччі розросталося, і мов пам'ять про палке кохання, на його стовбурі росли і росли слова «ЖДЕНІЄВО».
Якось навідався в ці краї якийсь державний пан. Побачив напис на дереві і вирішив, що назва села. Тому і написав у своїх паперах: село «Жденієво».
Так одне з найкращих людських почуттів дало назву гірському селу.

### Легенда друга
За переказами людей, страшна біда прийшла на одне поселення. Дике, жорстоке плем'я зненацька напало на людей. Всі хто тільки міг тримати зброю в руках пішли на боротьбу з ворогом. Але все було даремно, бо ворогів була сила-силенна. Багато мирних жителів полягло в нерівному бою. А ті кому вдалося уціліти, зібрали свої пожитки і подалися світ за очі. Єдиною їхньою надією і порятунком були гори, які виднілися вдалині. Щоб зручніше йти і збити ворога зі сліду, втікачі поділилися на невеличкі групки, по 3-4 сім'ї. Женько, Качало, Міньо і Гицньо були добрими сусідами і тому вирішили іти разом.
Всюди були ліси і тільки ледь помітні стежки, які протоптали дикі звірі, служили їм орієнтиром. Люди і тварини були дуже змучені, адже йшли не день і не два.
На землю опускалися сутінки. Потрібно було шукати місце на нічліг. Невеличка галявинка біля річки здавалася людям зручним місцем для відпочинку. Скоро запалахкотіла ватра, а навколо неї спали зморені люди. Прокинулись від вранішньої прохолоди — все навкруги було вкрите густим туманом. А коли піднялося сонце — то втікачі побачили прекрасний смерековий ліс. Буйне різнотрав'я зеленим килимом розстелилось під шатром лісу. Защебетали пташечки, випліскувала риба у прозорій воді. Люди були зачаровані побаченим і тоді Женько сказав:
— Я хочу, щоб ми залишились жити тут. Кращого місця я ще не бачив.
Його підтримали інші втікачі.
Пройшло небагато часу і на цій чудовій галявині виросли чудові чотири будинки.
Швидко плине час і тільки пам'ять людська зберігає імена перших переселенців чудового верховинського села, яке було назване в честь першого із них — Жденька, яке з часом асимілювалось в Жденієво. А невеличка річечка, яка впадає в районі с. Підполоззя в Латорицю — називається також Жденівкою.
Один з перших поселенців Качало заготовляв ліс і спускав дерева пологим спуском. Це було найзручніше місце для спуску деревини. Відтоді цей кінець села називають Кочилово.

## Пам'ятки
- Ботанічний заказник місцевого значення Бузок. Статус надано з метою збереження місць зростання рідкісного ендемічного виду — бузку угорського, занесеного до Червоної книги України.
- Церква святого Миколи Чудотворця (1918).
- Ботанічна пам'ятка природи вершина Високий Камінь. Це унікальне місце, де на висоті 840 метрів зустрічаються реліктові зарослі скельного дуба, липи широколистої та сосни чорної. Де-не-де зустрічаються кущі ягід аґрусу та порічок.

## Туристичні об'єкти
- гірськолижний бугельний підйомник в урочищі Тирсовати. Протяжність траси 800 м.

## Спорт
Від 2016 року в селищі функціює християнська флорбольна команда «Chosen».

## Відомі люди
В селищі народився Сідак Василь Васильович — різьбяр по дереву, майстер народної творчості, лауреат Шевченківської премії.
Годованець Василь, Бобаль Юрій та Гур'євський Дмитро — Герої України, які загинули в російсько-українській війні.